# San Cristóbal-Nieves-Anguila
San Cristóbal-Nieves-Anguila o San Cristóbal, Nieves y Anguila (en inglés: Saint Christopher-Nevis-Anguilla o Saint Christopher, Nevis and Anguilla) fue una colonia británica en las Indias Occidentales desde 1882 hasta 1983, compuesta por las islas de Anguila (hasta 1980), Nieves y San Cristóbal. Desde 1882 hasta 1951, y nuevamente desde 1980, la colonia fue conocida simplemente como San Cristóbal y Nieves. En 1967 a San Cristóbal-Nieves-Anguila se le concedió plena autonomía interna, y en 1971 Anguila buscó y logró la separación, siendo concedida formalmente en 1980.
San Cristóbal y Nieves obtuvo su independencia en 1983 como la Federación de San Cristóbal y Nieves, mientras que Anguila seguiría siendo un territorio británico de ultramar.

## Historia
Las islas de San Cristóbal y de Nieves habían sido colonias británicas desde el siglo XVII, aunque siempre fueron administradas por separado. La unión de San Cristóbal y Nieves ya se había propuesto en 1867, cuando el capitán James George Mackenzie fue nombrado teniente gobernador de San Cristóbal con el mandato de buscar una fusión de las administraciones de las dos islas. Sin embargo, esta propuesta encontró una fuerte oposición y fue retirada al año siguiente.
En 1871 San Cristóbal y Nieves se convirtieron en presidencias dentro de la colonia federal de las islas de Sotavento, y Anguila fue anexada a San Cristóbal como dependencia ese mismo año. Sin embargo, en 1882, la legislatura de las islas de Sotavento aprobó una ley que fusionó las dos presidencias, formando una presidencia combinada de San Cristóbal y Nieves.
En 1951 se cambió el nombre de la colonia para incluir a Anguila. La colonia de las islas de Sotavento se disolvió en 1958 debido a las frecuentes tensiones entre sus miembros. De 1958 a 1962 San Cristóbal, Nieves y Anguila formó una provincia de la Federación de las Indias Occidentales, eligiendo dos miembros para la cámara de representantes y contando también con dos senadores, designados por el gobernador general. En 1967, al territorio de San Cristóbal, Nieves y Anguila se le concedió plena autonomía interna, como Estado asociado del Reino Unido. El Reino Unido mantuvo la responsabilidad de la defensa y los asuntos externos, mientras que se estableció un nuevo sistema judicial, la Corte Suprema de los Estados Asociados de las Indias Occidentales (aunque el Consejo Privado siguió siendo el tribunal de apelación más alto). Más tarde, en 1967, los líderes de Anguila expulsaron a la policía de la federación de la isla y declararon su independencia como República de Anguila.
El 7 de noviembre de 1970, una comisión dirigida por Hugh Wooding, expresidente del Tribunal Supremo de Trinidad y Tobago, publicó un informe que rechazaba por unanimidad tanto la idea de una Anguila independiente como la devolución del estatus de colonia británica y recomendaba que la isla siguiera siendo parte de San Cristóbal, Nieves y Anguila. El informe fue acogido con satisfacción por Robert Llewellyn Bradshaw, mientras que el Consejo de Anguila lo rechazó. 
El ministro de Asuntos Exteriores y de la Mancomunidad, Joseph Godber, declaró en la Cámara de los Comunes que su gobierno analizará el informe a la luz de las conversaciones con todas las partes interesadas y que no se tomará ninguna decisión inaceptable para el pueblo de Anguila. A esto le siguieron una serie de acuerdos provisionales que dieron como resultado el gobierno directo de la isla por parte del Reino Unido, aunque no se separó formalmente hasta diciembre de 1980, cuando se convirtió en una colonia separada de la Corona.
Nieves también había intentado separarse de la federación en varias ocasiones, pero los líderes de la isla no tuvieron éxito en sus esfuerzos. Sin embargo, lograron garantizar una mayor autonomía para Nieves en los años previos a la independencia, que se produjo en septiembre de 1983 después de un retraso de varios años para permitir las negociaciones.
Frederick Albert Phillips, el primer gobernador de San Cristóbal, Nieves y Anguila, escribió en 2013:
Se reconoce generalmente que la federación fracasó en varios aspectos. No cumplió la promesa de una administración mucho mejor; no logró producir economías en la administración de las islas federadas como una unidad compuesta; y fracasó en el sentido de que no produjo ningún resultado significativamente mayor en términos de desarrollo social.

## Política
De 1882 a 1958, el administrador de la federación estuvo bajo la jurisdicción más amplia del gobernador de las islas de Sotavento. De 1958 a 1962, el administrador fue responsable ante el gobernador general de la Federación de las Indias Occidentales.

#### Presidentes
- 1882–83: Alexander Wilson Moir
- 1883–88: Charles Monroe Eldridge (interino hasta 1885)
- 1888–89: Francis Spencer Wigley (interino)

#### Comisionados
- 1889–95: John Kemys Spencer-Churchill

#### Administradores
- 1895–99: Thomas Risely Griffith
- 1899–04: Charles Thomas Cox
- 1904–06: Robert Bromley
- 1906–16: Thomas Laurence Roxburgh
- 1916–25: John Alder Burdon
- 1925–29: Thomas Reginald St. Johnston
- 1929–31: Terence Charles Macnaghten
- 1931–40: Douglas Roy Stewart
- 1940–47: James Dundas Harford
- 1947–49: Leslie Stuart Greening
- 1949: Frederick Mitchell Noad
- 1949–56: Hugh Burrowes
- 1956–66: Henry Howard
- 1966–67: Frederick Albert Phillips

#### Gobernadores
- 1967–69: Frederick Albert Phillips
- 1969–75: Milton Pentonville Allen (interino hasta 1972)
- 1975–81: Probyn Ellsworth Inniss
- 1981–83: Clement Athelston Arrindell

#### Jefes de Gobierno

##### Ministros principales
- 1960–66: Caleb Azariah Paul Southwell
- 1966–67: Robert Llewellyn Bradshaw

##### Primeros ministros
- 1967–78: Robert Llewellyn Bradshaw
- 1978–79: Caleb Azariah Paul Southwell
- 1979–80: Lee Llewellyn Moore
- 1980–83: Kennedy Simmonds